# Dogou
 Dogou è un comune del Ciad situato nel dipartimento di Tandjilé Occidentale, provincia di Tandjilé.